# Kebenej
De Kebenej (Russisch: Кэбеней) is een schildvulkaan in het centrale deel van het Centraal Gebergte in het Russische schiereiland Kamtsjatka. De laat kwartaire basalt-andesiete vulkaan ligt op de grens van de voormalige oblast Kamtsjatka met Korjakië. Op haar zuidwestelijke en zuidoostelijke flanken strekken twee rijen sintelkegels zich in zuidwest-noordoostelijke richting uit, met het Centraal Gebergte mee. Ook op de noordoostelijke helling liggen sintelkegels. Ten zuidwesten van de schildvulkaan ligt de stratovulkaan Kalgnitoenoep, die wordt omringd door lavavelden.